# Linfedema
Linfedema é uma tumefação de algum órgão do corpo, decorrente da perturbação ou obstrução na circulação linfática. Consiste em um acúmulo do fluido linfático no tecido intersticial, o que causa edema, mais frequente em braços e pernas, quando os vasos linfáticos estão prejudicados. Rico em proteínas acumuladas na região afetada, pode causar redução na disponibilidade de oxigênio e fornecer um meio de cultura bacteriana, resultando em linfagite. Dentro das possíveis causas para a ocorrência de um linfedema estão o elevado consumo de sais, gorduras e álcool e o baixo consumo de água. Geralmente é indolor com uma sensação crônica de peso nas extremidades, se afetadas.